# Daniel Bump
Daniel Willis Bump (1952) é um matemático estadunidense, professor da Universidade Stanford. É desde 2015 fellow da American Mathematical Society, por "contribuições à teoria dos números, teoria de representação e combinatória, bem como exposição matemática".
Obteve um Ph.D. na Universidade de Chicago em 1982, orientado por Walter Baily.

## Publicações selecionadas
- Bump, D., & Schilling A. (2017). "Crystal Bases: Representations and Combinatorics". World Scientific
- Bump, D. (1998). Automorphic forms and representations. Cambridge University Press.
- Bump, D. (2004). Lie Groups. Springer. ISBN 978-0387211541.
- Bump, D. (1998). Algebraic Geometry. World Scientific.
- Bump, D., Friedberg, S., & Hoffstein, J. (1990). "Nonvanishing theorems for L-functions of modular forms and their derivatives". Inventiones Mathematicae, 102(1), pp. 543–618.
- Bump, D., & Ginzburg, D. (1992). "Symmetric square L-functions on GL(r)". Annals of Mathematics, 136(1), pp. 137–205.